# Frackuhr

Frackuhr der Marke Debler

Eine Frackuhr ist eine besondere Taschenuhr, die sich durch ihre geringere Größe und eine besonders flache Bauweise von den üblichen Taschenuhren unterscheidet.

## Bauweise
Für Frackuhren werden überwiegend Lépinegehäuse verwendet. Exemplare mit Sprungdeckel sind selten. Da die klassischen Taschenuhrwerke in der Regel zu groß sind, um in Frackuhren mit ihrem geringeren Umfang eingebaut zu werden, greifen die Hersteller meist auf Werke zurück, die ursprünglich für Armbanduhren entwickelt wurden. Dies erkennt man vor allem an dem – wenn vorhanden – Sekundenzeiger, der aus der Mitte kommt, statt wie bei Taschenuhren sonst üblich, auf einem kleinen Hilfszifferblatt bei der sechs (Lepine) bzw. bei der neun (Savonett) zu finden ist.
Die Gestaltung der Uhren ist meist schlicht. Sie werden als Zwei- oder Dreizeigeruhr gebaut, andere Komplikationen sind nicht üblich. Für die Gehäuse wird oftmals Gold oder Weißgold, seltener auch Edelstahl, verwendet.

## Verwendung

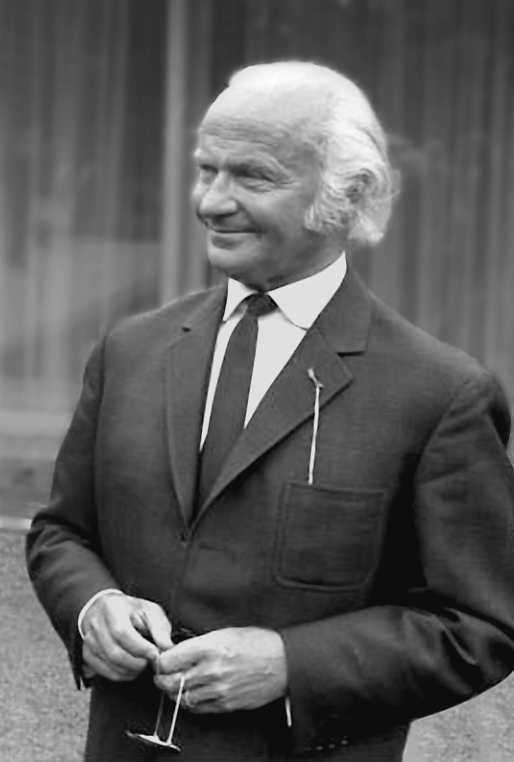
Die Frackuhr ist mit einer Kette am Revers befestigt.

Bei strenger Auslegung der Konvention darf keine Armbanduhr zum Frack getragen werden. Ihren Namen bekam die Frackuhr nach dem gleichnamigen Kleidungsstück, in dessen enganliegender Weste nur eine besonders flache Uhr bequem zu tragen ist. Frackuhren aus Edelstahl sind vornehmlich als Alltagsuhren gedacht, die statt zum Frack eher zum Sakko getragen werden. Dabei wird die Uhr mittels einer Knopfkette im Knopfloch am linken Revers befestigt und in der Brusttasche verwahrt.